# Samia canningi
Samia canningi es una especie de lepidóptero ditrisio de la familia Saturniidae. Se encuentra en el sudeste de Asia y China.
La envergadura es de 100–140 mm. 
Las larvas se alimentan principalmente de las especies Ailanthus altissima, Prunus laurocerasus, Ligustrum y Syringa. La pupación tiene lugar en un capullo de seda.
Esta polilla se considera el ancestro salvaje de la especie domesticada conocida como Samia ricini; este último fue nombrado primero, sin embargo, el protónimo Saturnia canningi ha sido considerado un nombre conservado y por lo tanto no se trata como un sinónimo menor de S. ricini.